# Symbolisme astrologique
En amont de sa revendication prédictive (largement débattue par ailleurs), l'astrologie propose un système de correspondances entre des symboles (planètes, signes, maisons, aspects) et les réalités matérielles ou psychologiques de l'environnement humain.
Ce langage présente un intérêt dans certaines approches connexes, comme dans les premières esquisses de typologies psychologiques, dans l'art, dans la littérature hermétique. C'est une clef pour comprendre toute une tradition psychologique primitive, et une partie importante du domaine de l'occultisme, y compris dans ses développements actuels. Certains astrologues de « tendance scientifique » voient dans les symboles (par opposition à ce qu'ils appellent signaux) une « auberge espagnole » qui permet de tout dire et son contraire en termes d'interprétation astrologique. Certains ont tenté de reconstruire le discours astrologique en se basant sur l'astronomie et en excluant toute référence aux dieux mythologiques ou à la notion d'inconscient (inconscient collectif cher à Carl Gustav Jung notamment).  
Le plus souvent, les correspondances symboliques ne concernent que les corps célestes connus du Moyen Âge. Les développements symboliques sur les planètes découvertes par l'astronomie moderne (Uranus, Neptune et Pluton) sont beaucoup plus limités, et le plus souvent axés sur des interprétations relevant plus de la psychologie que de la symbolique traditionnelle.
Pour résumer les principes de l'astrologie occidentale :
- les planètes représentent des fonctions de la personnalité comme le moi (le Soleil = la conscience), l'intelligence ou l'affectif (question :     quoi ?) ;
- les signes astrologiques représentent des atmosphères (question : comment ?), des typologies de personnalités telles que fonceur, rêveur, innovateur, introverti etc.
- les signes sont eux-mêmes répartis entre éléments, (Feu = énergie),      (Terre = matérialisme), (Air = cérébralité), (Eau = sensibilité) et en plusieurs familles :
  - individuel/introverti (automne-hiver) ou collectif/extraverti (printemps-été) ;
  - masculin/actif et féminin/réceptif[note 2] ;
  - trois modes : Cardinal[note 3] = entreprenant, Fixe = persévérant et Mutable = adaptable[note 4] ;
- les maisons représentent des champs d'expériences, des domaines de l'existence : par exemple la famille, l'amour, le travail ou les voyages (question : où ?).

## Symbolisme des signes
Les « signes astrologiques » forment une série symbolique très connue, largement vulgarisée par l'astrologie populaire. Voici les principaux attributs des signes énoncés par Élizabeth Teissier :
Bélier : combativité, spontanéité, instinctitivité
Taureau : possessivité, lenteur, entêtement
Gémeaux : curiosité, adaptabilité, versatilité
Cancer : esprit maternel et familial, imagination
Lion : vitalité, ambition, noblesse
Vierge : intelligence analytique, méthode, sens pratique et utilitaire
Balance : sens de la justice, raffinement, sociabilité, mais aussi indécision
Scorpion : résistance, sensualité, magnétisme
Sagittaire : sagesse, goût des voyages et du risque
Capricorne : concentration, devoir, rigorisme
Verseau : originalité, esprit d'avant-garde mais aussi excentricité
Poissons : dévouement, compassion, sensiblerie.

### Signes et éléments

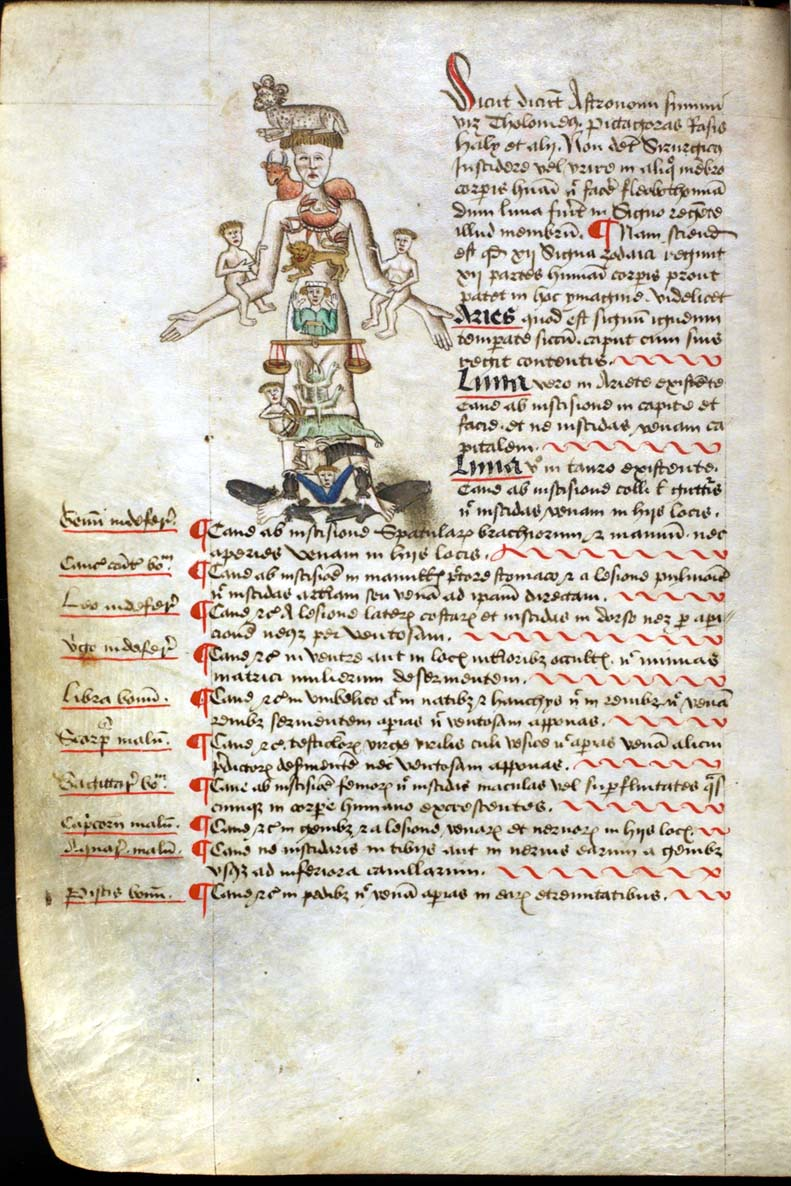
L'homme zodiacal - Angleterre, c.1425-1550

Les signes astrologiques sont reliés à la division traditionnelle en quatre éléments (terre, air, eau, feu), mais cette correspondance paraît résulter d'un rattachement secondaire à la classification d'Aristote en quatre qualités élémentales (chaud, froid, sec, humide).
Dans le zodiaque: 
- les signes de Feu sont chauds, secs et ardents : 
  - le Bélier,
  - le Lion,
  - le Sagittaire,
- les signes de Terre sont lourds, froids et secs :
  - le Taureau,
  - la Vierge,
  - le Capricorne,
- les signes d'Air sont légers, chauds et humides :
  - les Gémeaux,
  - la Balance,
  - le Verseau,
- les signes d'Eau sont humides, mous et froids :
  - le Cancer,
  - le Scorpion,
  - les Poissons.

Ces classifications de base en quatre éléments sont croisées par une classification secondaire en modes « cardinal, fixe, mutable », ce qui donne les douze combinaisons des douze signes :
- Le Cardinal est un terme de transition, correspondant à la mise en place de l'élément ;
- le Fixe est sa pleine expansion ;
- le Mutable est l'amorce de la rupture vers l'élément suivant.

La principale utilisation des quatre éléments semble avoir été celle d'introduire un jugement sur la typologie physiologique (sanguin, bilieux, nerveux ou flegmatique) que l'on retrouve en astrologie médicale :
- le sanguin correspond à la combinaison du chaud et de l'humide ; il est actif, industrieux ;
- le bilieux correspond au chaud et sec ; il est actif, prédispose à la politique ou au métier des armes ;
- le nerveux (aussi appelé mélancolique) correspond au froid et sec ; il donne les artistes, les imaginatifs, les studieux ;
- le flegmatique (aussi appelé lymphatique) correspond à la combinaison du froid et de l'humide ; il donne des contemplatifs, des émotifs, des scientifiques ou des maîtres en arts plastiques.

### Correspondances anatomiques
Les facteurs astrologiques (planètes et signes) sont supposés être symboliquement reliés à telle ou telle partie du corps. En astrologie, l'interprétation de cette correspondance sera généralement de pronostiquer une blessure ou une maladie du membre visé, suivant la nature de la configuration analysée. 
Pour les planètes, le Soleil préside à la tête, la Lune au bras droit, Vénus au bras gauche, Jupiter à l'estomac ; en continuant de descendre, on trouve Mars, puis Mercure, qui tient la jambe droite, et Saturne, la jambe gauche.
Pour les signes du zodiaque, le Bélier gouverne la tête, le Taureau le cou, les Gémeaux les poumons, les bras et les épaules, le Cancer la poitrine et l'estomac, le Lion le cœur, l'abdomen correspond au signe de la Vierge, et les reins à la Balance. Viennent ensuite : le Scorpion, gouvernant le sexe, le Sagittaire, gouvernant les hanches et les cuisses, le Capricorne, gouvernant les genoux; le Verseau, les jambes, et les Poissons les systèmes lymphatique et sanguin.
C'est cette correspondance que l'on peut relever dans la fameuse illustration astrologique des Très Riches Heures du duc de Berry, mais également dans de nombreux ouvrages médicaux de l'époque médiévale.

## Correspondances planétaires
Les correspondances planétaires sont beaucoup moins connues du grand public que les signes du zodiaque, mais sont centrales et beaucoup plus utilisées en occultisme (astrologie, mais aussi alchimie et diverses branches de magie).

### Associations traditionnelles
| Planète   | Associations                                       | Éléments                                      | Caractère                    | Domaine                                                 |
| Soleil ☉  | Dimanche, Jaune, Or.                               | Feu (Chaud et Sec) ou principe de Chaleur.    | Bienfaisant et favorable.    | L'espérance, le bonheur, le gain et les héritages.      |
| Lune ☾    | Lundi, Blanc, Argent.                              | Eau (Froid et Humide).                        | Mélancolique. Cyclothymique. | Les plaies, les songes et les larcins.                  |
| Mercure ☿ | Mercredi, Couleurs nuancées, Vif-argent (Mercure). | Terre (Froid et Sec).                         | Inconstant.                  | Les maladies, les dettes, le commerce et la crainte.    |
| Vénus ♀   | Vendredi, Vert, Cuivre.                            | Air (Chaud et Humide) ou principe d'Humidité. | Généreuse et féconde.        | Les amitiés et les amours.                              |
| Mars ♂    | Mardi, Rouge, Fer.                                 | Feu (Chaud et Sec).                           | Ardent.                      | La guerre, les prisons, les mariages et les haines.     |
| Jupiter ♃ | Jeudi, Bleu, Étain.                                | Air (Chaud et Humide).                        | Tempéré et bénin.            | L'honneur, les souhaits, les richesses et la propriété. |
| Saturne ♄ | Samedi, Noir, Plomb.                               | Terre (Froid et Sec) ou principe de Froid.    | Triste, morose et froid.     | La vie, les changements, les sciences et les édifices.  |

Associations traditionnellesChacun de ces astres préside à un jour de la semaine, à une couleur, à un métal, etc. Cette correspondance n'est guère utilisée dans l'astrologie « savante », mais on en trouve fréquemment des échos dans les traditions occultes ayant utilisé le langage astrologique : alchimie, fabrications de talismans et autres pratiques magiques…
Correspondances élémentairesLa symbolique des planètes est également associée à la classification des quatre éléments d'Euclide et aux quatre qualités élémentales d'Aristote. Ces correspondances servaient de base pour les pronostics en astrologie médicale.
CaractèresLes symboles astrologiques sont souvent associés à des qualificatifs très typés. Le plus souvent, ces qualificatifs préétablis servent de support pour animer une sorte de jeu de rôle entre figures archétypales, que le consultant décrit à son client dans sa consultation.
Domaine d'influenceDonnés ici d'après Albert le Grand, qui a décrit ces influences dans son œuvre.

### Associations modernes
De nombreux astrologues estiment que les aspects formés par Uranus, Neptune et Pluton sont essentiellement ceux d'une même génération d'individus et ils estiment donc que ces aspects peu singularisants sont négligeables. Une exception est toutefois faite pour les aspects de liaison, qui sont jugés hautement significatifs, formés par ces trois lentes avec les quatre angles du thème. L'interprétation individuelle moderne se fonde quant à elle, en astrologie judiciaire (celle censée relever de l'art du conseil, car aidant à se former un jugement), sur une approche psychologique des symbolismes planétaires. Les correspondances communément admises entre planètes et fonctions psychologiques de l'individu sont :
- Soleil : vie, chaleur et lumière ; volonté, conscience, idéalité, discipline, conscience morale, éthique, vocation.
- Lune : matière, fécondité, vie animale, végétative, inconsciente ; instinct, imagination, spontanéité, rêve.
- Mercure : raisonnement, faculté de communication et d’adaptation à l’environnement, manière dont on échange des idées.
- Vénus : Vénus symbolise les relations affectives (la façon dont on aime et la façon dont on attire l’amour[5],[6],[7],[8]), la beauté[5],[7],[8], l'harmonie[5],[6],[9] et les plaisirs de la vie. Elle régit aussi le rapport à l'esthétique[7],[8] et au confort.
- Mars : la force impulsive ; pulsions agressives, destructives, sadiques ; tension, désir, conquête, passion.
- Jupiter : la force d'expansion[10],[11],[12],[13],[14], d'affirmation, d'épanouissement ; adaptation, aisance, richesse[10],[12],[13],[15], facilité, confiance, profit ; éducation supérieure, religion, loi[10].
- Saturne : la force d'inhibition, de concentration, de dépouillement, d'abstraction, la fidélité ; malaise, doute, détachement.
- Uranus : la force d'individualisation, de singularisation, de dépassement ; indépendance, révolte, aventure.
- Neptune : la force de « collectivisation », d'intégration au milieu, d'assimilation et de fusion à l'ambiance.
- Pluton : la force des puissances de la vie intérieure, le dépassement de soi ; tendances agressives, changements, transformation.

L'ouvrage de Maurice Privat L'Astrologie Scientifique à la portée de tous paru aux éditions Grasset en 1935 contribua a une plus grande prise en compte de la mythologie dans l'interprétation astrologique.

### Exemple détaillé de la richesse d'interprétation du symbolisme d'une planète: Saturne
L'exemple de Saturne montre bien comment plusieurs interprétations peuvent être faites d'un même symbole.  Ainsi, le symbole de Saturne peut être assimilé en astrologie à un mot-valise qui recouvre les notions de renoncement, de retrait et de concentration (entre autres). Dans une analyse qui décrit les différents principes d'action, le principe saturnien correspond à l'anti-action, l'action entravée, réfrénée, repliée, interdite (par rapport aux quatre qualités élémentales, Saturne est froid et sec, « nerveux » pour la médecine classique). C'est une planète généralement considérée comme négative : pas d'expansion comme Jupiter, pas de puissance comme Mars, pas de joie de vivre comme Vénus.
Les valeurs « positives » associées sont les qualités de ses défauts : concentration, renoncement, résistance. Ce sont les qualités qu'on attend du « vieux sage », du savant insensible aux charmes du monde, qui médite et en distille progressivement la compréhension.
Psychologiquement, le symbolisme de Saturne correspond au départ à celle du renoncement, de la rupture du cordon ombilical. De manière primaire, c'est la rupture avec le plaisir immédiat, qui conduit à la frustration et la tristesse ; mais de manière sublimée c'est une rupture (qui peut être acceptée, voire volontaire) avec l'animalité et le côté primaire dans l'homme, qui peut au contraire conduire à la transcendance. Fondamentalement, la méditation sur Saturne renvoie l'homme à une interrogation fondamentale : qui est-il réellement, et à quoi doit-il renoncer pour acquérir son humanité authentique ?
Ce symbolisme correspond aussi à la réponse de l'homme à ses frustrations. Sa symbolique évolutive est double, entre le frustré définitif, s'orientant vers le détachement, et le frustré insatisfait, qui au contraire évolue vers une attitude d'avidité extrême (mais toujours insatisfaite).
Spirituellement, Saturne représente l'attitude de l'homme face à ses crises (on peut le rapprocher du symbolisme de Binah pour la Kabbale). Dans l'astrologie traditionnelle Saturne est souvent représenté par « la grande faucheuse », comme sur l'arcane XIII du jeu de Tarot.
Il convient toutefois de signaler une réhabilitation de Saturne par Jacques Halbronn (sites grande-conjonction.org et teleprovidence.com) qui prône une astrologie monoplanétaire autour de Saturne, les autres planètes n'étant que des attributs divers d'un astre central dont on étudie les cycles  formés par ses conjonctions successives avec les quatre étoiles fixes royales (Aldébaran, Régulus, Antarès et Fomalhaut) tous les 7 ans.
L'astrologie occidentale traditionnelle a une vision très négative de Saturne parce qu'elle s'adresse à un public pour lequel la jouissance est un « plus » et le renoncement une absurdité. De ce fait, les interprétations littérales de Saturne sont la mort, la maladie, le deuil, l'échec…

## Symbolisme des maisons

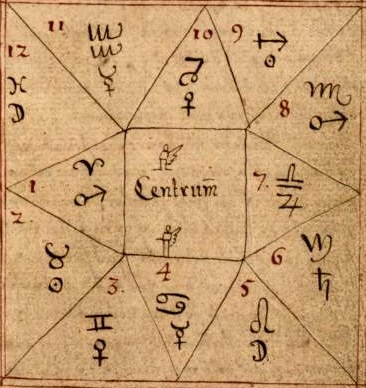
Les douze maisons astrologiques, les signes associés et leurs planètes maîtresses. Manuscrit islandais du XVIIIe siècle.

Les « Maisons » symbolisent les différents domaines de la vie, dans une classification qui reflète l'importance accordée autrefois à ces domaines. Leur domaine d'influence est résumé par l'hexamère latin suivant :

« Vita, lucrum, fratres, genitor, nati, valetudo,

Uxor, mors, sapiens, regnans benefactaque, daemon. »

Dans une interprétation « moderne », plus psychologique, la signification des maisons est centrée sur la relation de l'homme à l'univers :
- La première maison, dont le début est le plus souvent l'Ascendant (mais cela peut aussi ne pas être le cas selon la méthode de domification - ou construction des maisons - adoptée) est la maison de la vie, de la constitution du corps et des dispositions de l'âme. Elle décrit l'individu psychologique face à lui-même, ses tendances animatrices.
- La deuxième maison, « la Porte de l'Enfer », celle des biens et richesses. Elle décrit l'avoir et la concrétisation : acquisitions, possessions concrètes.
- La troisième maison, « la Déesse », celle des frères, de la religion, des mutations, et des voyages. Elle décrit généralement les échanges. Ce sont les relations avec l'entourage (frères, proches, voisins) ; mais également les relations dans le sens spirituel (éducation, écrits) ou matériel (déplacements).
- La quatrième maison (dont le début est le plus souvent le « Fond du Ciel »), celle des parents, de la fin de la vie et de la fin des choses. C'est la manière dont le sujet fait face à ses origines : milieu familial, parents, maison, foyer.
- La cinquième maison, « la Bonne Fortune », celle des enfants, des affections et des plaisirs. C'est la maison de la création : récréations, et procréations.
- La sixième maison, « la Mauvaise Fortune », celle de la santé, des serviteurs. Elle décrit les servitudes et tracas domestiques : travail, santé, corvées…
- La septième maison (dont le début est le plus souvent le Descendant), celle du mariage, des contrats, des discussions. C'est d'une manière générale la maison de la relation à l'autre, celle du monde complémentaire ou antagoniste : mariage, associations, collaborations et inimitiés déclarées.
- La huitième maison, « le Début de la Mort », celle de la vieillesse et de la mort, et tout ce qui a un rapport avec les crises ou les ruptures : la mort des autres (et les héritages), les crises et métamorphoses personnelles.
- La neuvième maison, « le Dieu », est le domaine du « lointain », celui de la religion, de la foi, de la sagesse et du domaine transcendant, mais également sur le plan concret des grands voyages et des entreprises lointaines.
- La dixième maison (dont le début est le plus souvent le Milieu du Ciel), est celle de la position sociale, des dignités, des honneurs. Carrière, profession, réputation…
- La onzième maison, « le Bon Daïmôn » est celle des relations sociales, celle de la fortune, des espérances, des relations et protections, des amis.
- La douzième maison, « le Mauvais Daïmôn », représente tout ce qui concerne les épreuves : maladies, embûches, exils, inimitiés cachées… c'est la maison des ennemis, des échecs, des tristesses, l'inconnu, et enfin la spiritualité.

Chaque maison du ciel est en correspondance analogique avec un signe, et a pour maître la planète qui trône dans ce signe. La première maison est ainsi en correspondance avec le Bélier, la seconde avec le Taureau, et ainsi de suite. C'est peut-être en raison de cette correspondance que les maisons sont numérotées en sens inverse de leur parcours diurne. Cette analogie signe/Maison n'existe pas en astrologie traditionnelle, elle est porteuse de pas mal d'erreurs d'interprétation.
Notons qu'au départ, les attributions des maisons astrologiques ne comportaient que le début des présentations ci-dessus. Ce n'est que dans un deuxième temps que l'on a ajouté les correspondances à tel ou tel domaine de l'existence, en reprenant la liste de vérification figurant aux Livres III et IV de la Tétrabible de Ptolémée (IIe siècle de notre ère)